# Furacão Ingrid (2013)
O furacão Ingrid foi um ciclone tropical que atingiu o sudoeste do Golfo do México. Foi a 9° tempestade tropical e o segundo furacão da temporada 2013 do Atlântico.

## História meteorológica
Uma área de distúrbios meteorológicos foi mencionada pela primeira vez em perspectivas climáticas tropicais do NHC em 10 de setembro, ao leste da Península de Iucatã. O desenvolvimento do furacão foi muito lento, embora as indicações eram de que as condições seriam favoráveis para o fato acontecer na Baía de Campeche. Em 12 de setembro ficou comprovado que se tratava de uma depressão tropical.
Em 13 de setembro a convenção mudou a nomenclatura de depressão para tempestade tropical. Apesar da presença da tempestade Manuel, dados estatísticos comprovavam o aumento de intensidade do Ingrid no dia 14 de setembro. Na tarde do mesmo dia, Ingrid já era considerado um furacão, o segundo da temporada. Enquanto se dirigia para a costa noroeste do México, Ingrid ganhava força e chegou a um pico de intensidade de 85 mph (140 km/h) início do dia 15 de setembro. Em 16 de setembro os ventos perderam força e Ingrid chegou à costa mexicana como uma tempestade tropical.

## Preparativos

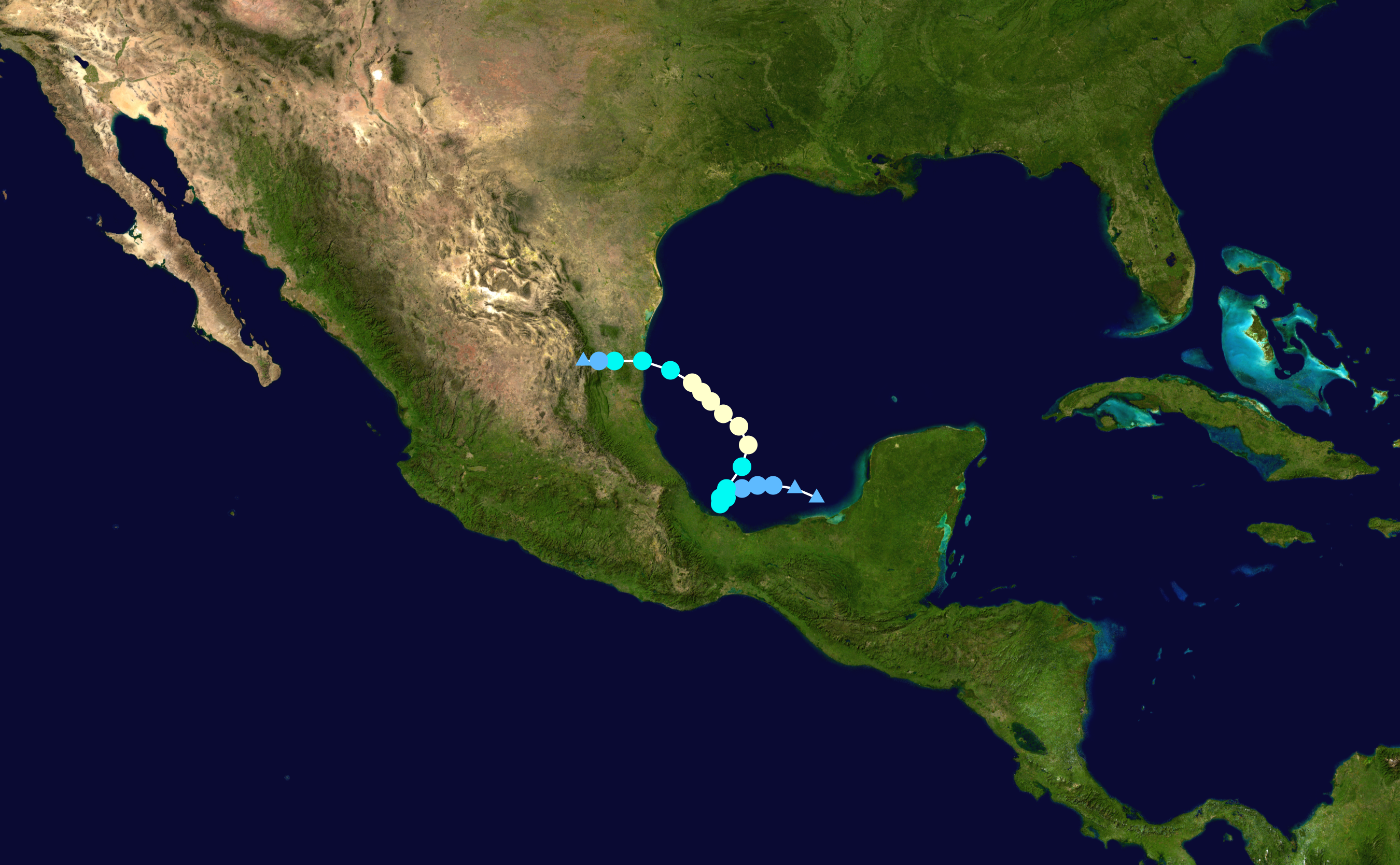
Trajetória do Furacão Ingrid.

Vários avisos de ciclones tropicais e alertas foram publicados como antecipação sobre a tempestade. Após o desenvolvimento do Ingrid em um ciclone tropical no dia 12 de setembro de 2013, o Governo do México emitiu um aviso oficial de tempestade tropical para Coatzacoalcos até Nautla, em Veracruz.

## Impacto
Antes mesmo de atingir a costa, os ventos e a chuva provocaram o isolamento de 70 aldeias no México, deixando milhares de pessoas desalojadas. Ao lado da Tempestade Manuel, o furacão Ingrid já havia causado a morte de 12 pessoas até a manhã do dia 16 de setembro. Mais tarde, o governador da Costa do Golfo, Javier Duarte, anunciou o número de mortos havia se elevado para 23, sendo 12 vítimas fatais de um deslizamento de terra que atingiu um ônibus na cidade de Altotonga. Com os transtornos, algumas cidades foram obrigadas a cancelarem as comemorações pelo dia da independência.